# Emma Horion

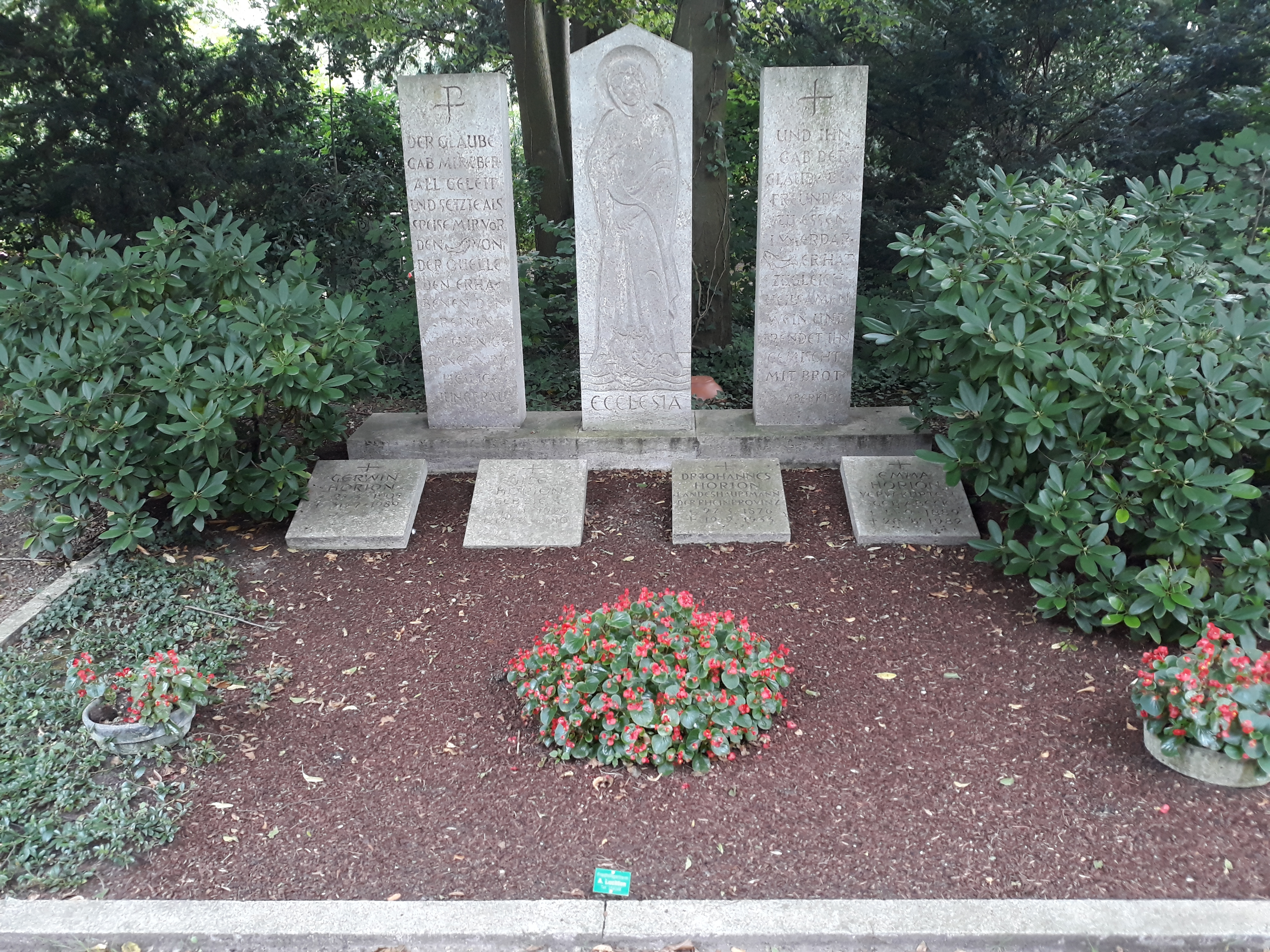
Das Grab von Emma Horion und ihres Ehemannes Johannes im Familiengrab auf dem Südfriedhof (Düsseldorf)

Emma Horion (* 8. September 1889 in Köln; † 26. Mai 1982 in Düsseldorf) war eine deutsche Vertreterin der katholischen Frauenfürsorge in der Christlichen Frauenbewegung. Sie engagierte sich zeit ihres Lebens im Katholischen Deutschen Frauenbund (KDFB) und setzte sich für die Müttererholung ein.

## Leben
Emma Abeck, Tochter des Oberschulrats Friedrich Abeck und der Maria Kinghs, machte zunächst eine Ausbildung zur Lehrerin für mittlere und höhere Mädchenschulen, die sie 1909 beendete. Nach ihrem Examen war sie an der Städtischen Mädchen-Mittelschule an der Oststraße in Düsseldorf beschäftigt.
Schon sehr früh nahm Emma Abeck – 1911 verheiratete Kürten, 1928 verheiratete Horion – ihre Tätigkeit im Katholischen Deutschen Frauenbund auf. Dieser sah seine Aufgabe darin, die gesellschaftliche Gleichstellung der Frau in der damaligen Frauenbewegung, insbesondere durch Bildung, zu fördern. Bereits 1916 war sie Mitglied des Vorstandes im Zweigverein Düsseldorf und bekleidete in der Zeit von 1923 bis 1960 das Amt der Ersten Vorsitzenden. Darüber hinaus wurde sie um 1925 Vorsitzende des KDFB im Rheinisch-Westfälischen Industriegebiet und 1928 Zentralvorstandsmitglied des Kölner KDFB. Somit war Emma Horion aufgrund ihrer leitenden Funktionen maßgeblich an der gesellschaftlichen Bildungsarbeit der Frauen beteiligt.
Das Wohlbefinden von Müttern war ihr ein besonders wichtiges Anliegen, weshalb sie sich der Müttererholung verstärkt annahm und ab 1930 in der Katholischen Reichsarbeitsgemeinschaft für Müttererholung mitwirkte. Als Reaktion auf die Folgen des Ersten Weltkriegs und die Probleme, mit denen Mütter in dieser Zeit zu kämpfen hatten, wurden bereits in den 1920er Jahren die ersten Müttererholungsmaßnahmen unter schwierigsten Bedingungen organisiert. Nach 1918 waren Millionen von Männern kriegsinvalide und damit erwerbsunfähig; viele Frauen wurden zur Familienernährerin. Dieser Krieg und die Deutsche Inflation 1914 bis 1923 erzeugten eine bis dahin noch nicht gekannte soziale Not bei Kriegswaisen und -witwen. 1930 wurde die Katholische Arbeitsgemeinschaft Müttergenesung im Erzbistum Köln gegründet, kurz danach bildete sich die Reichsarbeitsgemeinschaft für Müttererholung. Die Kölner Arbeitsgemeinschaft hatte zwei Ziele, wie Wilhelmine Schumacher-Köhl, erste KFD-Diözesanvorsitzende von 1929 bis 1941 es beschrieb: „Behördliche Zuschüsse zu den bisher aus eigenen Mitteln finanzierten Kuren zu erreichen“ und „...die Mütterferien innerlich so zu gestalten, dass mit der körperlichen Erholung auch eine seelische Bereicherung und Entspannung verbunden war.“ So wurden für die „seelische“ Betreuung „lebenserfahrene Frauen gewonnen und ausgebildet, die sich als Ferienleiterinnen ganz den Frauen widmeten […]“.
Im Dritten Reich wurde ihr die Tätigkeit im Frauenbund und der Müttererholung durch die Nationalsozialisten zunehmend erschwert. Zudem geriet Emma Horion während des Zweiten Weltkriegs mehrmals in Konflikt mit der Gestapo. Doch trotz aller Anfeindungen blieb sie ihren christlichen Idealen treu. „Sie widersetzte sich energisch der nationalsozialistischen Rassenlehre und NS-Frauenpolitik. Sie geriet zu Beginn der vierziger Jahre in die Hände der Gestapo, weil sie katholischen Priestern im Felde Meßkoffer zukommen ließ. Die Machthaber zwangen sie, das verhängte Verbot der katholischen Frauenorganisation gegenzuzeichnen.“
In der frühen Nachkriegszeit war sie Mitglied im Kuratorium des Deutschen Müttergenesungswerks, das Elly Heuss-Knapp 1950 gegründet hatte. Hier engagierte sich Emma Horion lange Zeit ehrenamtlich. 1954 wurde sie zur Mitbegründerin des späteren Düsseldorfer ASG-Bildungsforums – damals noch Katholische Arbeitsgemeinschaft Mütterbildung. Den Höhepunkt ihrer verdienstvollen Arbeit bildete 1958 die Gründung eines Müttergenesungsheims in Wipperfürth, das noch heute den Namen Emma-Horion-Haus trägt.
Emma Horion war zweimal verheiratet, von 1911 bis 1921 mit Karl Kürten und von 1928 bis 1933 mit Johannes Horion, verwitwete aber in beiden Ehen.
Emma Horion starb am 26. Mai 1982 in Düsseldorf und wurde auf dem Südfriedhof beigesetzt.

## Ehrung
- Das Emma-Horion-Haus (Müttergenesungsheim) in Wipperfürth trägt ihren Namen.
- Nach ihr wurde der Emma-Horion-Weg in der Altstadt benannt, ein kurzer Weg, der zwischen der Fritz-Roeber-Straße an der Nordseite des Hauptgebäudes der Kunstakademie Düsseldorf und dem Ateliergebäude der Kunstakademie Düsseldorf zur Reuterkaserne verläuft.